# Лий Ван Клийф
Лий Ван Клийф (на английски: Lee Van Cleef) е американски филмов актьор.
Името му излиза на преден план през 1950-те и 1960-те с характерните образи, които изгражда най-вече в жанра уестърн. Специфичните остри линии на лицето му и пронизителния поглед го правят особено подходящ за ролите на т.нар. отрицателни герои. Незабравимо ще остане изпълнението му в шедьовъра на Серджо Леоне – „Добрият, лошият и злият“, където Ван Клийф е в образа на Сентенза (Лошия).

## Биография
Лий Ван Клийф е роден като Кларънс Лерой Ван Клийф – младши на 9 януари 1925 година в Съмървил, щат Ню Джърси. Родителите му, Марион Ливайня и Кларънс ЛеРой Ван Клийф – старши са от холандски произход.
Той служи във Военноморските сили на САЩ на борда на миночистач по време на втората световна война. След войната се захваща с актьорска кариера, след като за кратко е работил като счетоводител.
Актьорския си дебют прави на сцената на Бродуей в малка роля в продукцията „Господин Робъртс“. Първият му филм е класическият уестърн със звездата Гари Купър – „Точно по пладне“ (1952), където Ван Клийф очаквано е в ролята на злодей.

## Избрана филмография
| година | филм                                   | оригинално заглавие              | роля                      | режисьор              |
| ------ | -------------------------------------- | -------------------------------- | ------------------------- | --------------------- |
| 1952   | Точно по пладне                        | High Noon                        | Джак Колби                | Фред Зинеман          |
| 1957   | Престрелка при O.K. Корал              | Gunfight at the O.K. Corral      | Ед Бейли                  | Джон Стърджис         |
| 1957   | Тенекиената звезда                     | The Tin Star                     | Ед Макгафи                | Антъни Ман            |
| 1958   | Бравадос                               | The Bravados                     | Алфонсо Парал             | Хенри Кинг            |
| 1959   | Самотният ездач                        | Ride Lonesome                    | Франк                     | Бъд Бетикър           |
| 1962   | Човекът, който застреля Либърти Валънс | The Man Who Shot Liberty Valance | Рийз                      | Джон Форд             |
| 1962   | Как беше завладян Запада               | How the West Was Won             | речен пират               | Хатауей, Форд, Маршал |
| 1965   | За няколко долара повече               | For a Few Dollars More           | полковник Дъглас Мортимър | Серджо Леоне          |
| 1966   | Добрият, лошият и злият                | The Good, the Bad, and the Ugly  | Сентенза (лошият)         | Серджо Леоне          |
| 1969   | Сабата                                 | Sabata                           | Сабата                    | Джанфранко Паролини   |
| 1981   | Бягство от Ню Йорк                     | Escape from New York             | Хък                       | Джон Карпентър        |